# Макс Борн
Макс Борн (11. децембар 1882 — Гетинген, 5. јануар 1970) био је немачки физичар. Дао дела из теорије релативности, теорије кванта, атомске структуре, и др. С Валтером Ботеом добио је Нобелову награду 1954. за статичко објашњење основа квантне механике и таласне функције и разне примене. Његова унука је позната певачица и глумица Оливија Њутон-Џон.
Макс је радио је на универзитетима у Берлину, Франкфурту на Мајни, Гетингену, Единбургу. Познат по радовима с подручја квантне механике, теорије релативности и теорије кристала. Квантномеханичким таласним функцијама дао је статистичку (пробабилистичку) интерпретацију (1926). Његова примена рачуна сметње на проблеме распршења позната је као Борнова апроксимација, а с Робертом Опенхајмером развио је теорију молекула. Уз објашњење природе хемијског афинитета, знатно је допринео развоју кристалографије и кинетичке теорије течности. Борн-Хаберовим кружним процесом израчунава се енергија кристалне решетке. Метода се темељи на термодинамичком начелу према којем при прелазу некога хемијскога система из једног стања у друго укупна ослобођена (или апсорбована) енергија не зависи од пута реакције. За темељна истраживања у квантној механици, посебно за статистичку интерпретацију таласне функције, добио је Нобелову награду за физику је 1954. Исте је године награђен и Валтер Боте. Био је члан Краљевског друштва (енгл. Royal Society) од 1939, Националне академије наука САД (од 1955), немачке Националне академије наука Леополдина (од 1958) и Америчке академије уметности и наука (од 1959). По њем су названи кратер на Месецу (Борнов кратер) и планетоид (13954 Борн).

## Животопис

### Рани живот и образовање
Борн је рођен као једно од двоје деце у жидовској породици. Отац му је био Густав Борн, истакнути анатом и ембриолог, а мајка Маргарета Кауфман, кћи добростојећег индустријалца. Имао је сестру Кати, и полубрата Волфганга из другог брака његова оца са Бертим Липстајн. Његова мајка умрла је када је он имао само 4 године. Прво образовање стекао је у гимназији краља Вилхелма, а онда је наставио да студира на универзитетима у градовима Бреслау, Хајделберг, Зирич, Гетинген и Кембриџ. За време студија у Гетингену упознао је многе научнике и математичаре као што су Клеин, Хилберт, Минковски, Рунге, Шварцшилд и Воигт.
Борн се 1913. жени Хедвигом Ехренберг. Брак је имао троје деце, од којих је једно, њихов син Густав Виктор Рудолф Борн. Његова унука је британско-аустралијска глумица и певачица Оливија Њутон Џон.

### Каријера
Од 1915. до 1918. Борн је, осим кратког периода служења војсци, предавао теоријску физику на Берлинском универзитету, где је изградио доживотно пријатељство с Албертом Ајнштајном. Место професора на франкфуртском универзитету добио је 1919, а на гетингеншком универзитету 1921. У том периоду формулисао је данас стандардну интерпретацију функције вероватноће густине за ψ*ψ у Шредингеровој једначини квантне механике, за шта је 1954. добио Нобелову награду за физику.
Године 1925. Борн и Вернер Хајзенберг формулисали су матрикс механике који представља квантну механику. Хајзенберг је Борну послао  папире 9. јула да их прегледа и предложи за штампу. У папирима Хајзенберг је формулирао квантну теорију обилазећи концентрисану, али неприметну репрезентацију електронских орбита користећи параметре као транзицијске могућности квантних скокова, што захтева кориштење два индекса који одговарају иницијалним и завршним стањима. Када је Борн прочитао публикације, препознао је формулацију као једно која се може преписати тако да достигне систематични језик матрице, који је научио док га је подучавао Давид Хилберт. Хилбертов простор је основно математичко средство у матриксној формулацији квантне теорије. Борн је уз помоћ свог ученика Паскала Јордана, одмах почео транскрипцију и проширење, и своје су резултате предложили за штамшање. Додатне публикације предложене су за штампу исте године од сва три аутора. Тако се може рећи да је Нобелова награда додељена Хајзенбергу 1932. требала бити додељена и Борну.
Борн је 1933. емигрирао из Немачке. Имао је снажне јавне пацифистичке замисли, а иако је био лутеранац, нацистички верски закони сврставали су га као жидова, те је с тим био изложен антисемитизму. У енглеској је прихватио место професора на Кембриџу. Од 1936. до 1953. био је професор националне филозофије у Единбургу. Британски држављанин и члан Краљевског друштва постао је 1939.
У писму Борну 1926, Алберт Ајнштајн дао је своје познато запажање о квантној механици, које је често парафразирано као: Бог се не коцка са свемиром..
Макс и Хедвиг Борн пензионисали су се 1954. године и отишли у немачки Бад Пирмонт.
Борн је био један од 11 потписивача на Rасел-Ајнштајновом манифесту.
Борн је сахрањен у Гетингену, на истом гробљу као и Валтер Нернст, Вилхелм Едуард Вебер, Макс фон Лауе, Макс Планк и Давид Хилберт.

### Статистичка интерпретација у квантној механици
Ервин Шредингер је покушао да тумачити електрон као облак електричног набоја. Међутим, ово шваћање таласа материје наилази на велике тешкоће. С једне стране, у електричном облаку дошло би до међусобног одбијања истоимених набоја, а то међусобно одбијање континуирано раздељеног електрицитета моралои би се прибројити потенцијалног енергији. Кад би се електрични облак ширио, он би умањивао своју енергију, а кад би се стезао, повећао би је. Међутим, таква потенцијална енергија не сме се додати Шредингеровој једначини. Прорачунате су директне енергије електрона узевши у обзир само спољашњи електрични потенцијал, који долази од атомског језгре или другог електрично наелектрисаног тела. Поред тога, неоспорно је да електрон запрема врло мали простор. Суперпозицијом различитих решења може се, додуше, постићи да у једном тренутку талас осцилује снажно (интензивно) само у ограниченом малом простору. Но одмах после тога, како показује рачун, талас материје се шири. Таласни пакет се распршује. Ако се довољно дуго чека, талас материје се проширује по повољно великом простору. Наравно, не може се замислити да се димензије електрона тако нагло повећавају. Таласи материје морају, дакле, значити нешто друго.
На сличан парадокс наилази се кад се талас материје примени на један потенцијални бедем, који је нижи од енергије електрона. Како је пре уочено, талас материје ће се на њему деломично рефлектирати, а деломично ће се ширити у почетном смеру. Ако се замисли да тај талас не предочује катодне зраке, него један електрон. Електрон се рефлектује назад или је удаљава. Излаз из тих тешкоћа нашао је М. Борн. Он је задржао стару слику електрона као тачкастог набоја. По Борну је потребан квадрат амплитуде таласа материје тумачити као вероватноћу да на неком месту постоји електрон. У таласној механици постоје таласи вероватноће. Иако само електрони остају и даље честице, њихово кретање у простору одређено је таласном функцијом. Тиме таласи материје губе очигледно значење које су им приписали Луј де Број и Ервин Шредингер, и преостају само „таласи вероватноће”.